# ラッセ・アンデルセン
ラッセ・ブレデキア・アンデルセン（Lasse Bredekjær Andersson、1994年3月11日 - ）は、デンマーク・コペンハーゲン出身のハンドボール選手。FCバルセロナ所属。
2013年は男子ジュニア世界ハンドボール選手権に出場。2015-16年シーズン終了時にKIFコリング・コペンハーゲンを離れ、FCバルセロナへ移籍。

## 賞
- Danish Championship:
  - 1 金メダル: 2014, 2015
- Danish Cup:
  - 1 金メダル: 2013